# Pérignat-lès-Sarliève
Pérignat-lès-Sarliève è un comune francese di 2 764 abitanti situato nel dipartimento del Puy-de-Dôme nella regione dell'Alvernia-Rodano-Alpi.

## Società

### Evoluzione demografica
Abitanti censiti